# Neospintharus trigonum
Neospintharus trigonum är en spindelart som först beskrevs av Nicholas Marcellus Hentz 1850.  Neospintharus trigonum ingår i släktet Neospintharus och familjen klotspindlar. Inga underarter finns listade i Catalogue of Life.